# Амосовский сельсовет
Амо́совский сельсовет — муниципальное образование со статусом сельского поселения в Медвенском районе Курской области Российской Федерации.
Административный центр — деревня Амосовка.

## История
Статус и границы сельсовета установлены Законом Курской области от 21 октября 2004 года № 48-ЗКО «О муниципальных образованиях Курской области».

## Население
| 2002  | 2010  | 2012  | 2013  | 2014  | 2015  | 2016  |
| ----- | ----- | ----- | ----- | ----- | ----- | ----- |
| 1292  | ↘1168 | ↘1149 | ↘1120 | ↗1134 | ↘1117 | ↘1111 |
| 2017  | 2018  | 2019  | 2020  | 2021  |       |       |
| ↘1107 | ↘1098 | ↘1097 | ↘1089 | ↘1028 |       |       |

## Состав сельского поселения
| №  | Населённый пункт            | Тип населённого пункта          | Население |
| -- | --------------------------- | ------------------------------- | --------- |
| 1  | 1-я Андреевка               | деревня                         | ↘11       |
| 2  | 2-е Петропавловские Выселки | хутор                           | ↘0        |
| 3  | 2-я Андреевка               | деревня                         | ↘41       |
| 4  | Амосовка                    | деревня, административный центр | ↘697      |
| 5  | Березовый                   | хутор                           | ↗4        |
| 6  | Большая Владимировка        | деревня                         | ↘75       |
| 7  | Васильевка                  | деревня                         | ↘10       |
| 8  | Лучня                       | хутор                           | ↘26       |
| 9  | Малая Владимировка          | деревня                         | ↗92       |
| 10 | Осиновый                    | хутор                           | ↘11       |
| 11 | Петропавловка               | село                            | ↘22       |
| 12 | Рождественка                | хутор                           | ↘64       |
| 13 | Садовый                     | хутор                           | ↗55       |
| 14 | Спартак                     | посёлок                         | ↘0        |
| 15 | Стрелица                    | хутор                           | ↘1        |
| 16 | Цуриково                    | деревня                         | ↘34       |
| 17 | Шатовка                     | деревня                         | ↘25       |